# Велешка каза
Велешката каза е каза в Османската империя, част от Солунския санджак на Солунския вилает, а в началото на XX век става част от Скопския санджак на Скопския вилает. Център на казата е град Велес, а нахии са Кючук кол, Грохот, Азот, Хасий и Клепа. 
В 1898 година по Османското салнаме Велешката каза има 18 076 души мухамедани и 31 328 немухамедани. Към 1900 година според статистиката на Васил Кънчов („Македония. Етнография и статистика“) казата брои 35 734 българи християни, 15 110 турци, 1900 българи мухамедани, 1150 арнаути мухамедани, 500 власи, 710 цигани, или общо 55 104 души.
След Балканските войни казата остава в границите на Кралство Сърбия.